# Christiane Gyldenløve
Christiane Gyldenløve (født 7. juli 1672 – død 12. september 1689 i Gråsten) var uægte datter af kong Christian 5. af Danmark og dennes elskerinde Sophie Amalie Moth. Hun blev gift 8. november 1686 med greve Frederik Ahlefeldt til Tranekær og Gråsten.